# Hoàng Văn Thái
Hoàng Văn Thái, nascido Hoang Van Xiem (1 de maio de 1915 – Hanói, 2 de julho de 1986) foi um comunista, militar e político vietnamita. Sua cidade natal foi Tay An, Tien Hai. Durante a Ofensiva Tet, era o oficial do mais alto escalão do Vietnam do Norte.